# Władysław Jagiełło (Musiker)

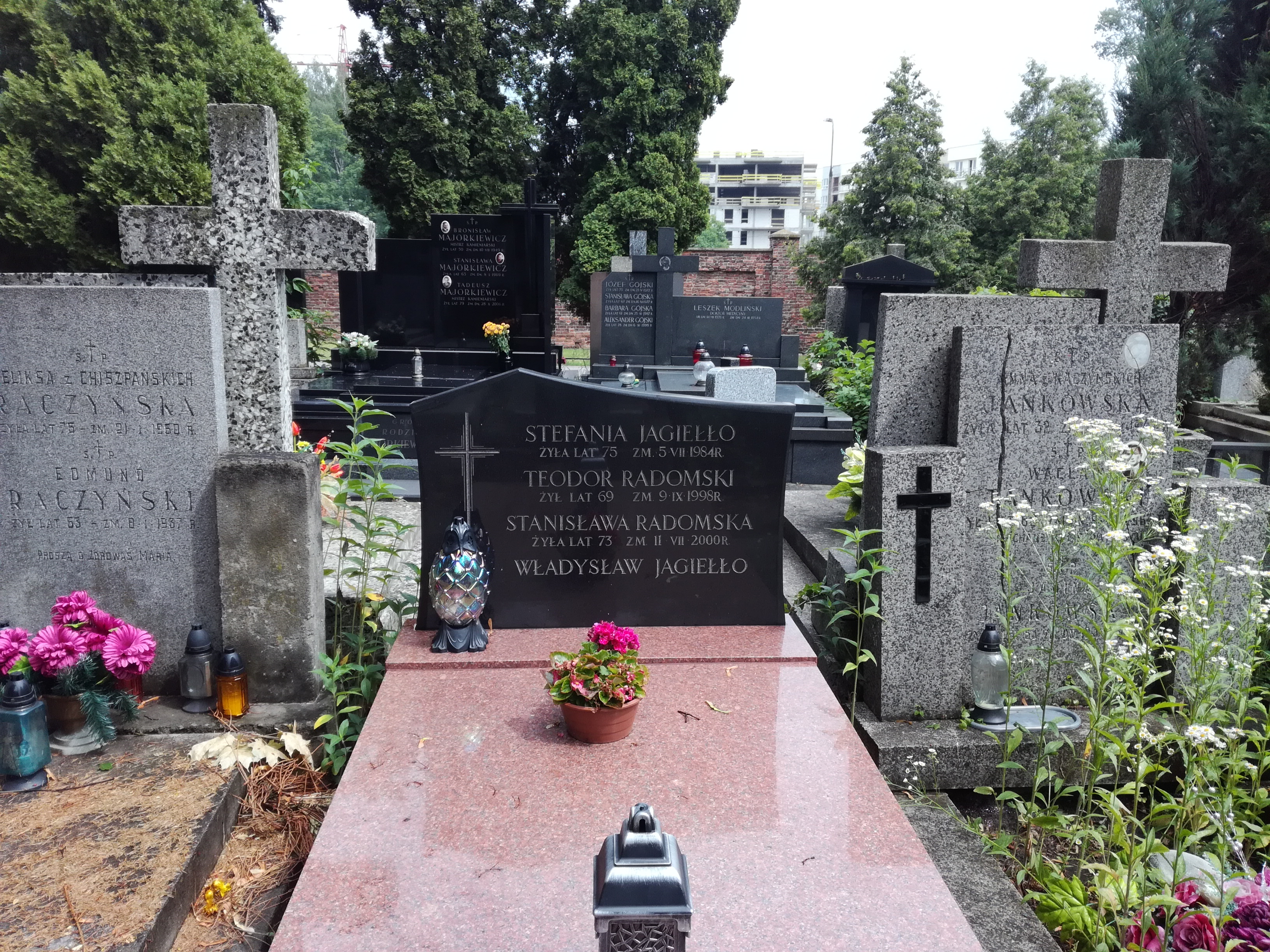
Grab des Musikers Władysław Jagiełło.

Władysław Jagiełło (* 1935 in Warschau; † 1. Februar 2009) war ein polnischer Jazzmusiker (Schlagzeug, Komposition).
Jagiełło trat 1951 in der Betriebs-Bigband der verstaatlichten Philips-Fabrik in Warschau auf, um dann dem Warschauer Sinfonieorchester anzugehören, mit dem er auch auf Auslandstourneen war. Ab 1954 spielte er bei Zaduszki Jazzowe, dann in der Jazz Band von Jerzy Herman traditionellen Jazz. Auch trat er mit Zygmunt Wichary auf dem Festival von Sopot auf. 1958 spielte er mit dem Quintett von Jerzy Matuszkiewicz auf dem Jazz Jamboree. Er galt als der beste polnische Schlagzeuger im Bereich des Dixieland und Swing. 1961 wechselte er zum Modern Jazz und war Mitglied des Quintetts Jazz-Rockers um Zbigniew Namysłowski. Zwischen 1963 und 1969 war er in Skandinavien tätig. 
Zurück in Polen war er primär an Free Jazz interessiert, gehörte kurzfristig wieder zur Band von Namysłowski und jammte mit Musikern wie Tomasz Stańko. 1971 war er an dem Gemeinschaftsalbum von Wanda Warska und Czesław Niemen beteiligt. In den Folgejahren erkundete er gemeinsam mit Andrzej Przybielski, Andrzej Bieżan und Helmut Nadolski in der Gruppe Sesja 72 experimentellen Jazz; die Band stellte sich 1973 auf dem Jazz Jamboree vor und legte auch ein Album mit Iga Cembrzyńska vor. 1975 präsentierte er sich auf dem Jazz Jamboree mit einem Solokonzert; er trat dann auch bei Pori Jazz auf. Ab Ende der 1970er Jahre leitete er eine eigene Combo, mit der er ein Album mit eigenen Kompositionen vorlegte. Auch trat er in Bohdan Keziks Dokumentarfilm Polska YMCA 1921 – 1949 auf. Zuletzt spielte Jagiełło mit den Reggaemusikern Darek Malejonek und Robert Brylewski.

## Diskographische Hinweise
- Kurylewicz, Warska, Niemen Muzyka Teatralna I Telewizyjna (Muza, 1971; mit Andrzej Przybielski, Jacek Bednarek)
- Iga Cembrzyńska Session 72 – Four Dialogues with Conscience (Apollo Sound, 1972)
- Władysław Jagiełło Combo Maryla (Polonia, 1999; mit Mariusz „Fazi“ Mielczarek, Marek Dutka,  Michał Jaros, Jerzy Czekalla)